# Сафо (група)
Сафо е българска поп група създадена през 2001 година от китариста Мирослав Иванов. Вокалист на групата е Владимир Михайлов, Росен Ватев – барабани, Радослав Славчев – бас китара Иван Христов – пиано. Едно от първите признания за мястото и на родната поп сцена е престижната награда „Откритие на БГ радио“ за 2003 година. Годината по-късно към нея е добавена наградата „Група на годината“ на БГ радио. Скоро след това се появява и дебютният албум на Сафо – „Колело от сънища“, пилотният сингъл, от който „Пустинна земя“, оглави класацията на БНР за „Песен на година“.
През 2005 г. групата издава още един албум SAFO Live.
В началото на 2006 г. група Сафо се разделя с дългогодишния си вокалист Владимир Михайлов, като на негово място е избран Игор Шабов. В този състав „Сафо“ издава песента „Чуждо небе“, с която се класира сред 24-те полуфиналисти в конкурс за българска песен в „Евровизия“ 2006.

## Дискография

### Албуми
- Колело от сънища (2004)

### Песни
(„Колело от сънища“ 2004)
- Докосвам те
- Кажи ми
- Пустинна земя
- Бял балон
- Открадната жена
- Не мога да забравя
- Цветна стая
- Тя ли е небето
- Божествена лудост
- Летя
- Стаята прилича на море

(песни след 2006)
- „Чуждо небе“ (2006)
- „Аз горя“ (2007)
- „Утре“ (2009)